# Hồ Đồng Mô
Hồ Đồng Mô, hay còn gọi là Đồng Mô – Ngải Sơn, là hồ chứa thủy lợi có dung tích lớn nhất của thành phố Hà Nội với sức chứa 61,9 triệu m3 và diện tích khoảng 1.400 ha. Nhờ cảnh quan thiên nhiên đa dạng, nguồn sinh vật phong phú, có giá trị nghiên cứu lịch sử và bảo tồn văn hóa, nên Đồng Mô đã trở thành một trong ba khu du lịch chính ở thị xã Sơn Tây, đồng thời còn nằm trong nhóm Quy hoạch bảo vệ cảnh quan đất ngập nước theo quyết định số 45/QĐ-TTg ngày 8 tháng 1 năm 2014 của Thủ tướng Chính phủ.

## Vị trí địa lý
Phần lớn diện tích hồ Đồng Mô thuộc ba xã Kim Sơn, Sơn Đông và Cổ Đông, thị xã Sơn Tây; một phần nhỏ thuộc xã Yên Bài, huyện Ba Vì. Phía nam hồ giáp sân bay Hòa Lạc của huyện Thạch Thất và cách trung tâm thành phố khoảng 50 km về phía tây. Từ Hà Nội có thể tới Đồng Mô qua hai con đường:
- Đại lộ Thăng Long đến ngã tư Hòa Lạc có thể đi tiếp 9 km hướng Tỉnh lộ 87 để đến Làng văn hóa ở bờ nam hồ, hoặc rẽ phải vào Quốc lộ 21 thêm 10 km sẽ đến Bến tàu ở bờ đông.
- Quốc lộ 32 đến ngã ba Sơn Tây rẽ trái đi phố Chùa Thông, đến ngã tư Bệnh viện Quân Y 105 cũng theo Quốc lộ 21 thêm 7 km nữa.

### Địa hình
Đồng Mô nằm ở vùng bán sơn địa, chuyển tiếp từ núi cao xuống đồng bằng, với đặc trưng là những quả đồi thấp dạng "bát úp" cùng hệ thống các sông suối nhỏ. Nguồn đất ở đây là đất Feralit phát triển trên thềm phù sa cổ, còn bản thân hồ trước đây cũng chính là các suối Đồng Mô và suối Ngải Sơn từ núi Ba Vì và núi Viên Nam đổ về. Trong đó suối Đồng Mô còn gọi là sông Măng bắt nguồn từ độ cao 1.029m và chảy dài 17,7km; còn suối Ngải Sơn phát nguồn từ độ cao 400m với diện tích lưu vực nhỏ hơn. Tới những năm 60 của thế kỷ XX, khu vực này mới được quy hoạch làm hồ thủy lợi để chống úng, hạn cho các huyện phía tây Hà Nội. Quá trình ấy đã tạo ra những thay đổi lớn khi nhiều quả đồi trở thành "đảo nổi" còn những dòng suối cổ thì biến mất.

### Khí hậu
Núi Ba Vì cao 1.296 m chắn gió đã tạo ra một vùng "tiểu khí hậu" ở Đồng Mô, Sơn Tây. Trong nửa cuối thế kỷ XX, nơi này có tới 1.881 giờ nắng mỗi năm, cao hơn 230 giờ so với trạm đo Láng ở trung tâm Hà Nội. Thêm vào đó là khoảng 10 ngày trong năm có gió Lào thổi khiến không khí khô nóng và trời trong ít mây. Mùa mưa ở đây thường diễn ra từ tháng 3 đến tháng 10 hàng năm, trong đó mưa nhỏ vào tháng 3, tháng 5; mưa rào vào tháng 4, tháng 7 và mưa lũ bắt đầu vào tháng 9 làm nước hồ dâng cao. Vì vậy, 500ha đất vùng ngập cạn nước có thể trồng trọt được một vụ từ tháng 4 đến tháng 9.

## Lịch sử
Nằm trong thung lũng Yên Lệ, khu vực Đồng Mô – Hòa Lạc được xác định thuộc căn cứ Cấm Khê, gắn với cuộc khởi nghĩa của Hai Bà Trưng. Còn theo tín ngưỡng dân gian, Đồng Mô được cho là dấu tích còn sót lại của trận chiến giữa Sơn Tinh và Thuỷ Tinh.

### Khảo cổ
Khu vực phía nam của hồ như Đồi Sành, Mỏ Vít, Đảo Xanh, Khe Xăng Dầu,... đã tìm thấy nhiều hiện vật đồ đá cũ và sơ kỳ kim khí từ Văn hóa Sơn Vi cách đây ít nhất 4–5.000 năm. Nơi này cũng từng xuất hiện nhiều vụ trộm săn lùng cổ vật vào những năm 1980 do tập trung rất nhiều khu mộ Mường. Các dấu vết để lại là những thanh đá hòn mồ và những bãi gốm sứ vỡ nát. Kết quả khai quật trong các ngôi mộ còn nguyên vẹn đã tìm thấy số lượng lớn di vật, chủ yếu là gốm sứ, lon sành niên đại thế kỷ XII–XIII và XV–XVI, có cả đồ cao cấp lẫn bình dân từ Việt Nam và Trung Quốc. Rất có thể tên gọi Đồng Mô là do cách đọc chệch của đống mồ/đống mộ/đồng mồ/đồng mộ.

### Xây dựng
Quá trình xây dựng hồ Đồng Mô được thực hiện trong giai đoạn 1969–1974. Việc thiết kế do Công ty tư vấn xây dựng Thủy lợi I phụ trách và thi công bởi Công ty xây dựng Thủy lợi II. Một phần kênh dẫn khi đó được Tỉnh ủy Hà Tây giao cho Đoàn Thanh niên tỉnh thực hiện với sự tham gia của hơn 4.000 cán bộ, đoàn viên thuộc “Binh đoàn 40 – Thanh niên Hà Tây làm theo lời Bác”. Sau hai năm, 26 km kênh đã được hoàn thành bằng sức người và các phương tiện thô sơ như cuốc xẻng, búa chim, quang gánh, xe cải tiến,...

## Kỹ thuật
Hồ Đồng Mô được xác định là dự án thủy lợi cấp III, có diện tích lưu vực 96 km2 và mực nước chết là 13 m. Kết cấu công trình là đập đất đồng chất, gồm 2 đập chính (dài 450 m và 765 m; cao 8–20 m) cùng 5 đập phụ (tổng cộng 2.438 m, cao 8–18 m). Tràn xả lũ có lưu lượng thiết kế 90 m3/s và đạt tối đa 116 m3/s. Bên dưới đập có hệ thống cống ngầm với kích thước {\displaystyle \phi }180 và dài 73,4 m. Kênh dẫn nước chính dài 34,46 km, còn hệ thống kênh cấp 1 gồm 29 tuyến dài tổng cộng 71 km.
Công trình đi vào hoạt động đã phục vụ nhu cầu nước tưới cho khoảng 12.000 ha diện tích đất canh tác. Sau khi trải qua nhiều thập niên được khai thác, đập đã có những dấu hiệu xuống cấp như mái thượng lưu đập phụ có 3 đoạn lát đá bị xô sạt, cả đập chính lẫn phụ đều có nhiều tổ mối tấn công và 7/35 ống đo áp trong thân đập cũng bị tắc, không quan trắc được.

## Sinh vật

### Thực vật
Hồ Đồng Mô có 21 hòn đảo lớn nhỏ với sự đa dạng sinh học cao và nhiều loài động thực vật sinh sống, một vài trong số đó còn được tìm thấy lần đầu tại đây như cây mai dương. Trong lòng hồ có 128 loài thực vật phù du còn trên các đảo nổi có thảm cỏ tự nhiên dày và các loài cây như: sim, mua, chà là, cỏ tranh, cỏ gấu, cỏ mần trầu, cỏ vừng, cỏ dày, cỏ bún... giúp bảo vệ đất chống xói mòn và tạo được mùn khô. Khu vực xung quanh hồ cũng trồng sắn, cỏ pangolla, cỏ voi hay cây cao lương...

### Động vật

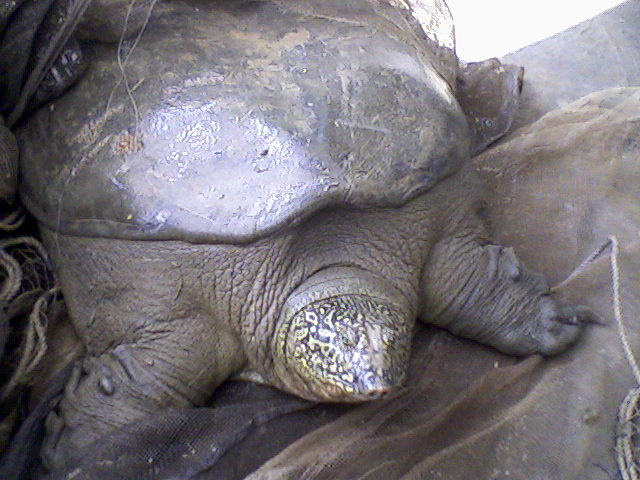
Rùa Đồng Mô

Hồ Đồng Mô có 48 loài động vật phù du, 15 loài động vật gậy và 35 loài cá sinh sống. Trong đó bao gồm 7 loài cá có giá trị bảo tồn, đặc biệt là cá chuối hoa và cá lăng chấm nằm trong sách đỏ Việt Nam. Tuy nhiên, hồ cũng có những loài ngoại lai nguy cơ xâm hại như cá rô phi đen, cá trôi Nam Mỹ hay cá dọn bể. Theo báo cáo năm 2012, về nguồn gốc thì các loài cá ở hồ được chia làm hai nhóm là cá tự nhiên (31 loài) và cá nuôi (17 loài), trong đó 9 loài vừa là cá sống tự nhiên vừa là cá nuôi. Đặc biệt nhất ở đây còn có rùa Hoàn Kiếm (Rafetus swinhoei) đang ở trong tình trạng cực kỳ nguy cấp trong sách đỏ thế giới.
Rùa Đồng Mô từng bị người dân bắt sau trận lụt năm 2008 và được vận động thả lại hồ. Từ năm 2019, rùa Đồng Mô cùng với một cá thể ở hồ Xuân Khanh gần đó và một con đực ở Trung Quốc là ba con rùa được xác nhận chính thức còn sống trên thế giới. Nhưng vào ngày 23 tháng 4 năm 2023, con rùa này đã qua đời. Gần một tháng sau, tức ngày 13 tháng 5, tại Đồng Mô lại trông thấy thêm hai con rùa mai mềm cỡ lớn nhưng chưa thể lấy mẫu để khẳng định gen.
Từ năm 2012, chính quyền và người dân quanh hồ đã phối hợp cùng Chương trình bảo tồn rùa Châu Á để bảo vệ loài rùa này. Hai khu vực cấm đánh bắt cá rộng 18,4 ha cùng bãi đẻ cho rùa và hệ thống lưới đề phòng rùa bị cuốn trôi theo nước lũ đã được triển khai. Ngoài ra, nhiều hoạt động thả cá bản địa cũng đã được tổ chức để làm giàu sinh cảnh. Đối với nuôi trồng thủy sản, Đồng Mô được quy hoạch chỉ nuôi với hình thức quảng canh, thả giống và khai thác với năng suất duy trì khoảng 0,1 tấn/ha.

## Du lịch
Hồ Đồng Mô được quy hoạch là khu du lịch sinh thái kết hợp vui chơi, thể thao, giải trí và nghỉ dưỡng, bao gồm các phân khu lớn và nổi bật như: 
- Kings Island Golf Resort có diện tích 350 ha là một tổ hợp sân golf, khách sạn và biệt thự được xây dựng từ năm 1993 trên các đảo nổi giữa hồ.[24] Đây được xem là sân golf lâu đời nhất ở Hà Nội.[25]
- Làng Văn hóa – Du lịch các dân tộc Việt Nam có diện tích 1.544 ha ở phía tây nam hồ, được khánh thành năm 2010 và là nơi tái hiện đời sống sinh hoạt cùng kiến trúc truyền thống của cộng đồng các dân tộc tại Việt Nam.[26]
- Thôn Lòng Hồ rộng 90 ha ở phía tây bắc hồ, được công nhận là điểm du lịch theo quyết định số 2823/QĐ-UBND ngày 22 tháng 5 năm 2023 của Ủy ban nhân dân thành phố Hà Nội.[27]

Ngoài ra, xung quanh hồ còn có rất nhiều khu nghỉ dưỡng, cắm trại,... Trong đó, Biệt thự Phan Thị là bối cảnh chính của bộ phim truyền hình Người phán xử trên VTV đã thu hút rất đông du khách. Tuy nhiên, chủ dự án này cùng với một số khu du lịch khác cũng bị cáo buộc san lấp đất và lấn chiếm lòng hồ trong những năm gần đây.
Theo thống kê năm 2023, tổng cộng đã có 470.000 lượt khách đến Làng Văn hóa – Du lịch các dân tộc Việt Nam, còn sân golf Đồng Mô đón khoảng 12–15 nghìn lượt khách nước ngoài mỗi năm, trong khi con số này ở khách nội địa nhiều gấp 5 lần.